# Miniatura bizantina
Manoscritti miniati bizantini furono prodotti in tutto l'impero romano d'Oriente, alcuni nei monasteri ma altri nelle officine imperiali o commerciali. Le raffigurazioni sacre o icone (grc. εἰκόνα, "eikóna") sono state realizzate nell'arte bizantina "greco-romana" in diversi media: mosaici, dipinti, piccole statue e manoscritti miniati. I monasteri hanno prodotto molti dei manoscritti miniati dedicati alle opere religiose utilizzando le illustrazioni per evidenziare parti specifiche del testo, ad esempio un martirio di santi, mentre altri sono stati utilizzati per scopi devozionali simili alle icone. Questi manoscritti religiosi erano per la maggior parte commissionati dai mecenati e venivano usati per il culto privato, ma anche donati alle chiese per essere utilizzati nei servizi.
Esistono ad oggi 40.000 manoscritti greco-romani dell'impero romano d'Oriente: un quarto circa presenta una qualche decorazione ma solo una minima parte è caratterizzata da immagini figurate e può quindi essere considerata "miniata". Non tutti i manoscritti miniati bizantini sono poi di argomento religioso: soggetti profani sono infatti rappresentati nelle cronache come il celebre "Scilitze di Madrid", nei testi medici come il Dioscoride di Vienna e in opere di narrativa come i manoscritti della versione greca del Romanzo di Alessandro. Oltre alla maggior parte dei manoscritti, in greco, ci sono anche manoscritti della Chiesa ortodossa siriaca, come i Vangeli Rabbula, e manoscritti miniati armeni che sono fortemente influenzati dalla tradizione bizantina.
In ultimo, a differenza dei manoscritti miniati occidentali, i manoscritti greco-romani "di lusso", massicciamente miniati ed impreziositi da coperte in oro/avorio, era molto rari. Il fenomeno si spiega, forse, con la precisa volontà dell'élite greca di avere sempre a disposizione per la lettura il testo, non volendosi limitare nel farne una sorta di reliquia come invece fu per l'Europa continentale dai tempi di Carlo Magno. Tuttavia, ci sono esempi, sia letterari (per lo più antichi) sia religiosi (per lo più successivi), di manoscritti bizantini particolarmente sontuosi.
L'iconoclastia dell'impero romano d'Oriente (727-843) sospese per molti decenni la produzione di arte figurativa nei manoscritti miniati e provocò la distruzione e/o la mutilazione di molti esempi esistenti.
La miniatura bizantina influenzò direttamente la produzione artistica dell'ambiente culturale gravitante intorno a Costantinopoli (Slavi, Armeni, Georgiani, Copti, Stati Latini d'Oriente) ma anche la miniatura dell'Europa occidentale, in particolar modo quella Ottoniana, nonché quella dell'Impero ottomano che all'impero romano d'Oriente pose fine.

## Storia
La storia della miniatura bizantina è suddivisa in tre grandi periodi, separati tra loro da due nette cesure socio-politiche: 
- le origini (324-726), anche nota come epoca pre-iconoclastia o epoca tardoantica/paleocristiana, i cui manoscritti sono però assegnati a un periodo più circoscritto (475-625);
- la cesura dell'iconoclastia (727-843);
- l'epoca medio-bizantina (843-1204), suddivisa a seconda delle dinastie regnanti in fase macedone e fase comnena;
- la cesura dell'occupazione latina di Costantinopoli (1204-1261) che pur non ha segnato un'interruzione nello sviluppo della miniatura bizantina, ad eccezione della sola capitale;
- l'epoca tardo-bizantina (1261-1453) o paleologa, dal nome della dinastia regnante.

### Origini (324-726)
Causa la mancanza di manoscritti coevi, è difficile conoscere la situazione della miniatura durante i primi secoli dell'Impero Romano d'Oriente. Costantino I installò uno scriptorium nel Gran Palazzo di Costantinopoli ed è probabile che vi foraggiasse miniatori ed amanuensi ma nessuno dei manoscritti eventualmente prodotti da quest'opificio è stato conservato. Ci sono solo alcuni frammenti di papiri miniati trovati in Egitto che dimostrano l'esistenza d'una prima tradizione bizantina di miniatura. 

Pagine dal Dioscoride di Vienna
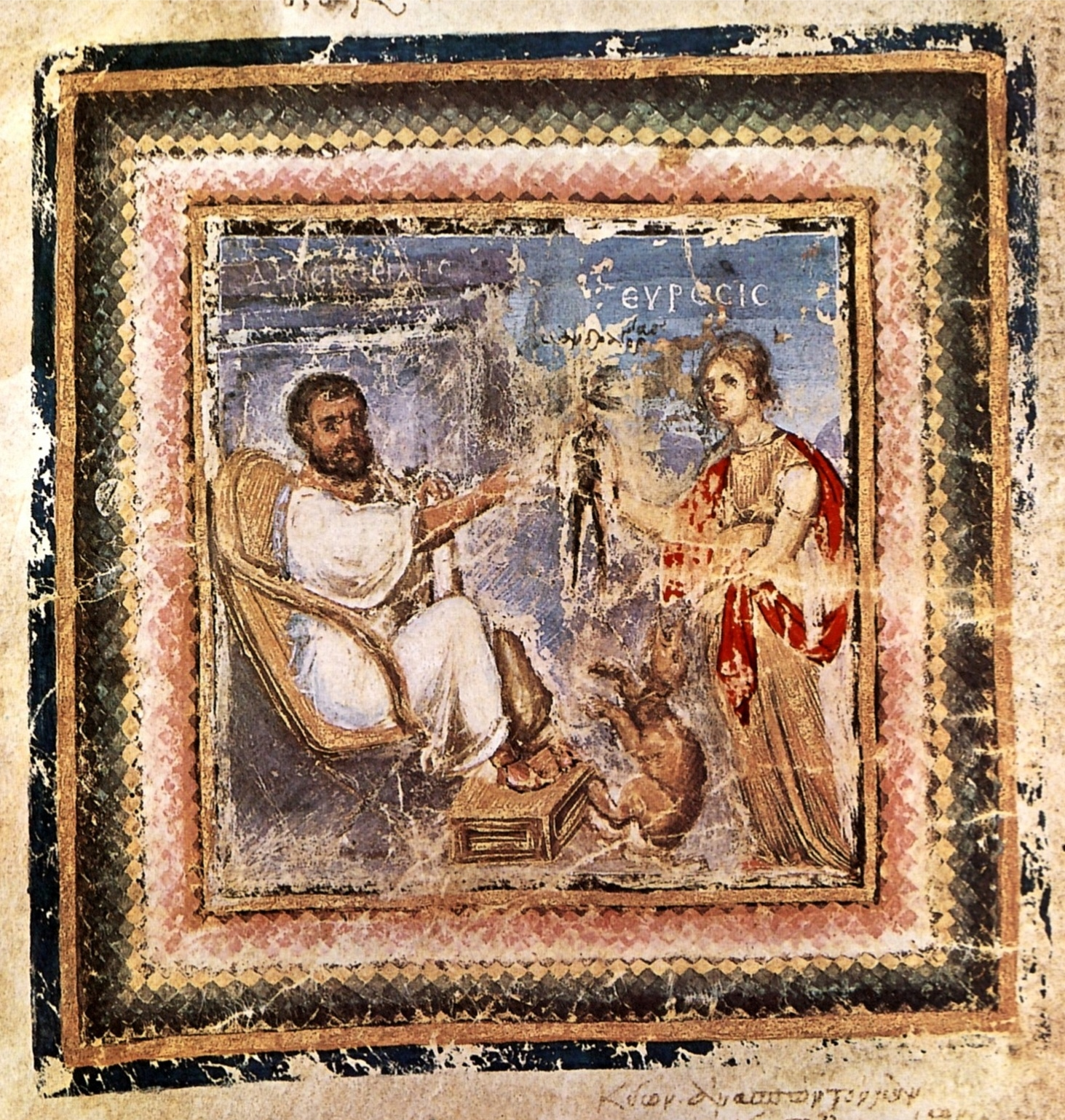
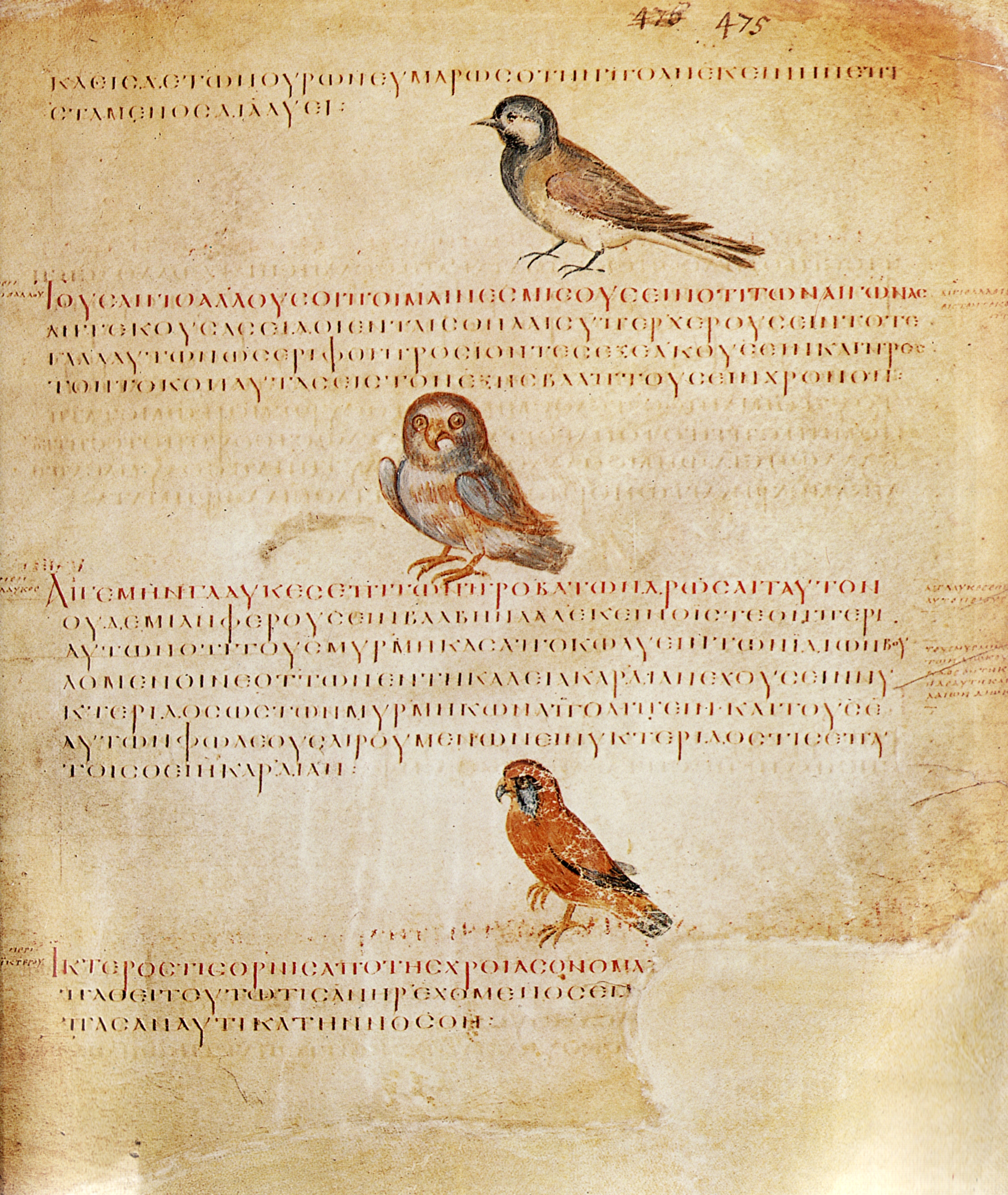
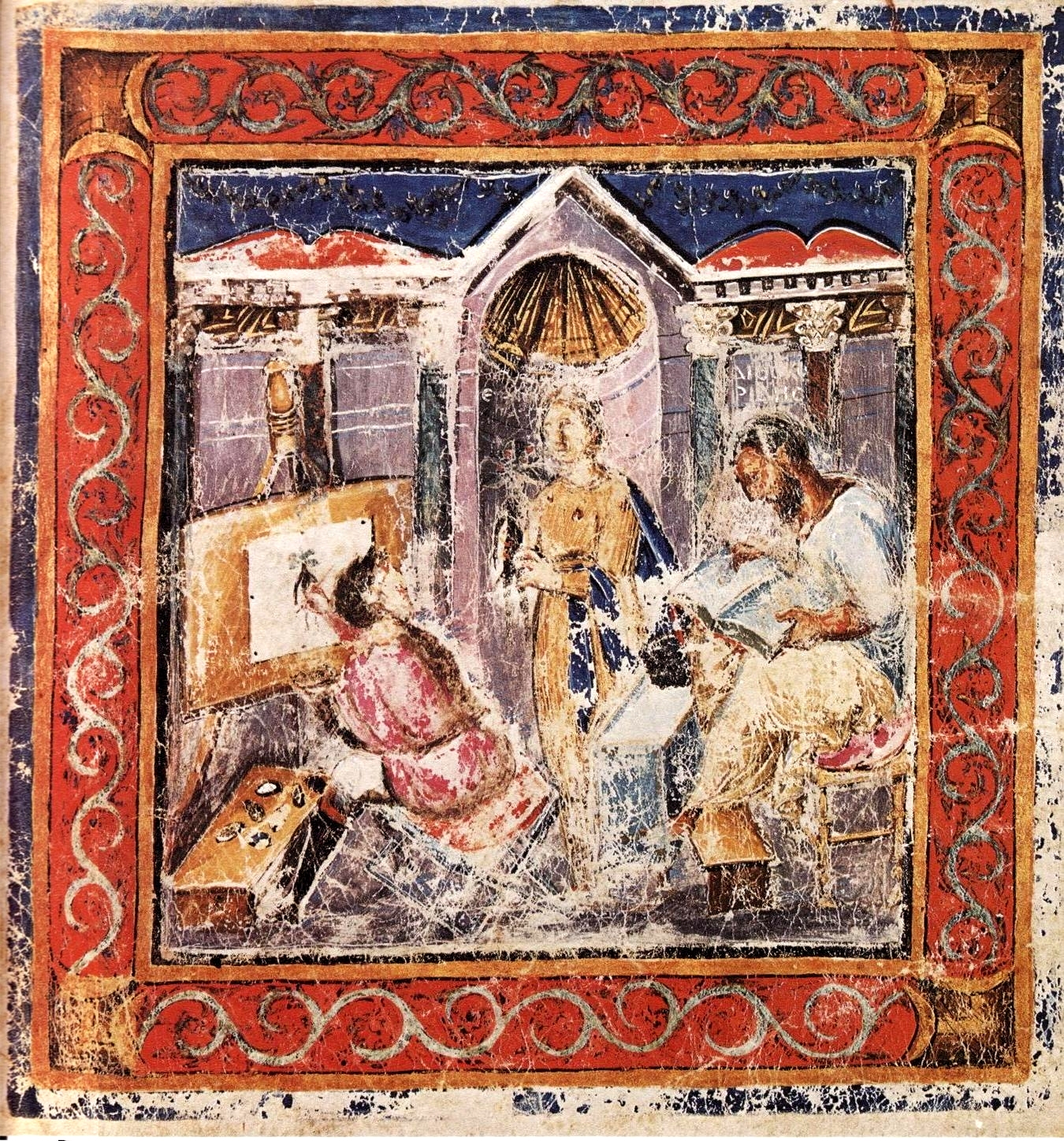
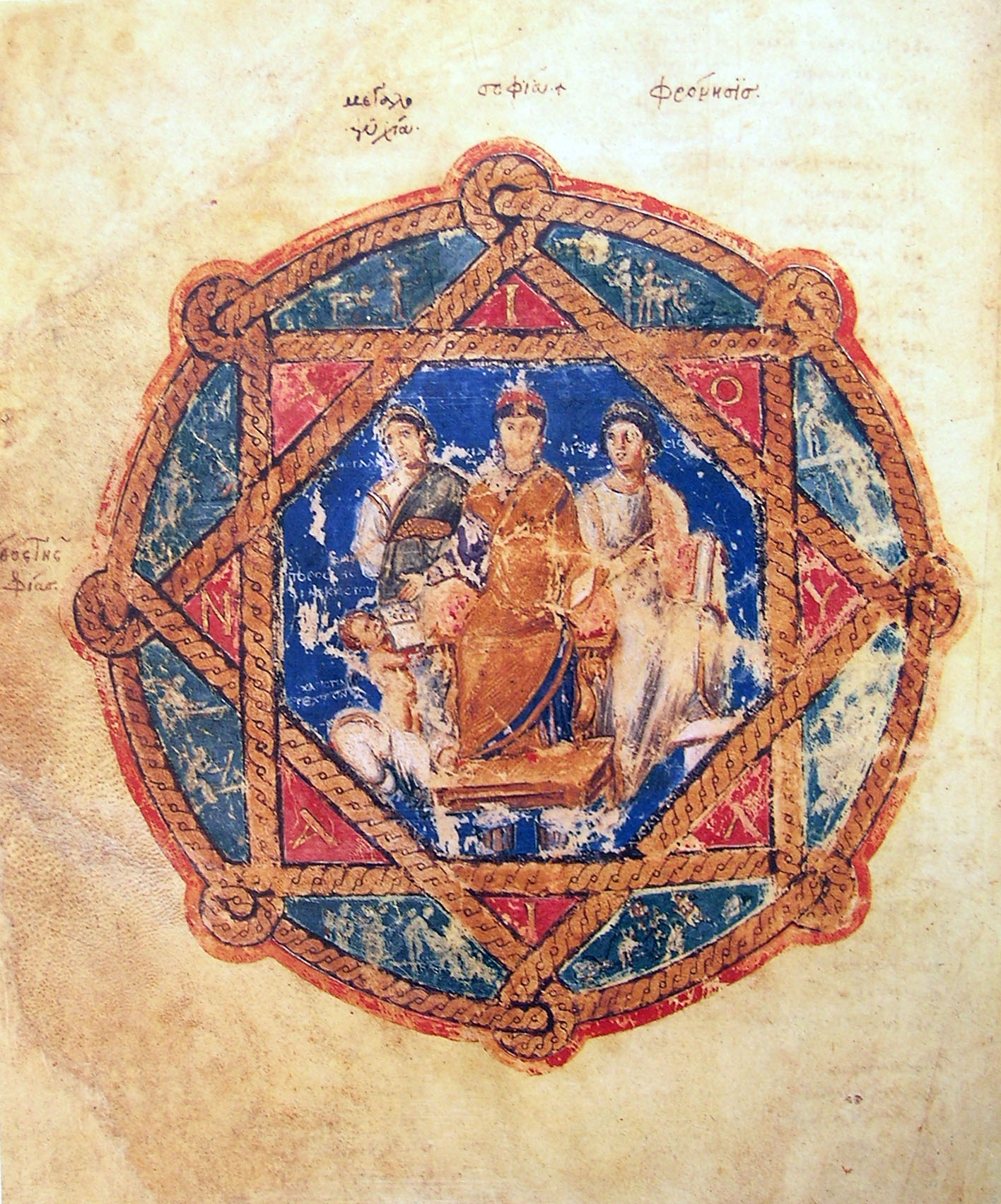
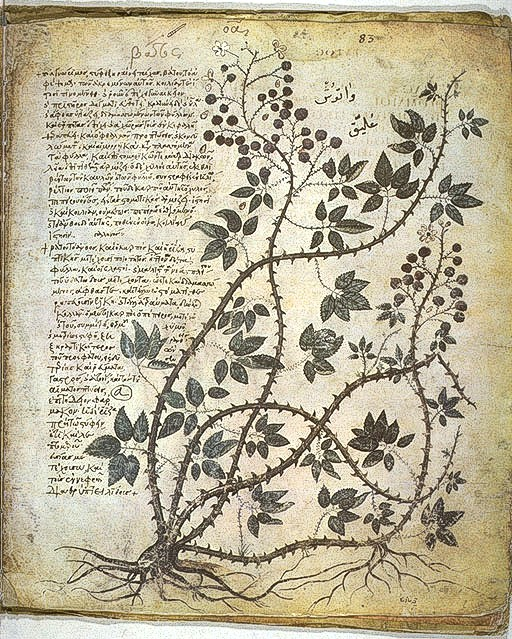
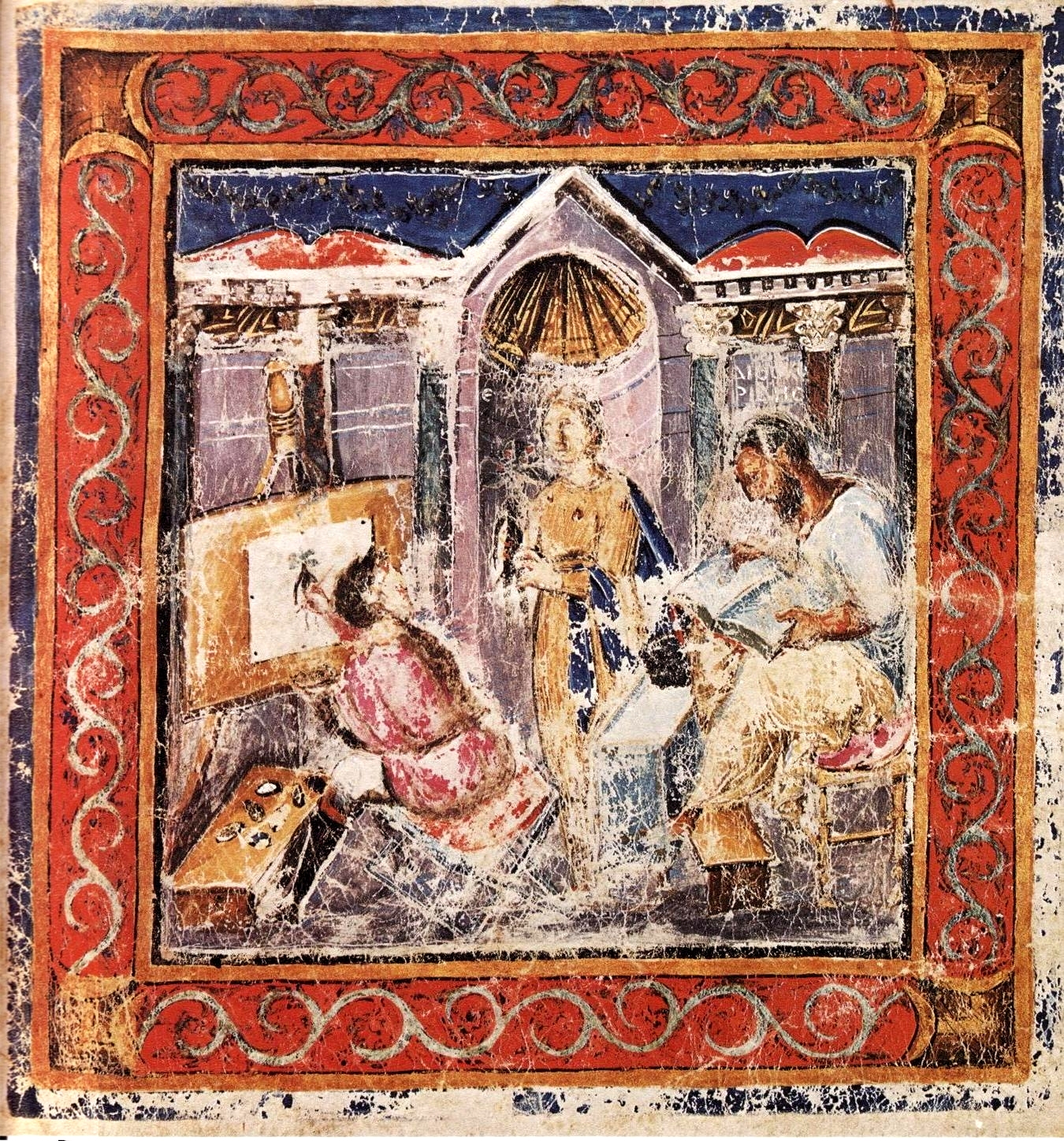

I primi manoscritti miniati risalgono al VI secolo e mostrano evidenti influenze di antiche tradizioni stilistiche. È il caso del più antico di questi codici, il Dioscoride di Vienna, commissionato dalla principessa Anicia Giuliana (463-528) a Costantinopoli all'inizio del secolo ma ciò vale anche per i manoscritti posteriori come la Genesi di Vienna, il Codex Sinopensis e il Codex Rossanensis (il più antico manoscritto del Nuovo Testamento oggi esistente, proveniente dai domini bizantini nell'Italia meridionale) o anche il Codex Cottonianus, molto probabilmente realizzato in Egitto. La tendenza artistica è più orientata verso figure ieratiche e più astratte rispetto al periodo precedente. Tre dei manoscritti citati (la Genesi di Vienna, il Sinopensis ed il Rossanensis) costituiscono poi i capostipiti dei c.d. "Codici purpurei": lussuosi manoscritti miniati nei quali il testo è scritto in genere in oro e argento su pergamena tinta in porpora con una mistura di carminio e azzurro. I Vangeli Rabbula, provenienti dalla Mesopotamia e datati al 586, si allontanano ulteriormente da questo stile, con colori più contrastanti e forme più geometriche.

Pagine dalla Genesi di Vienna
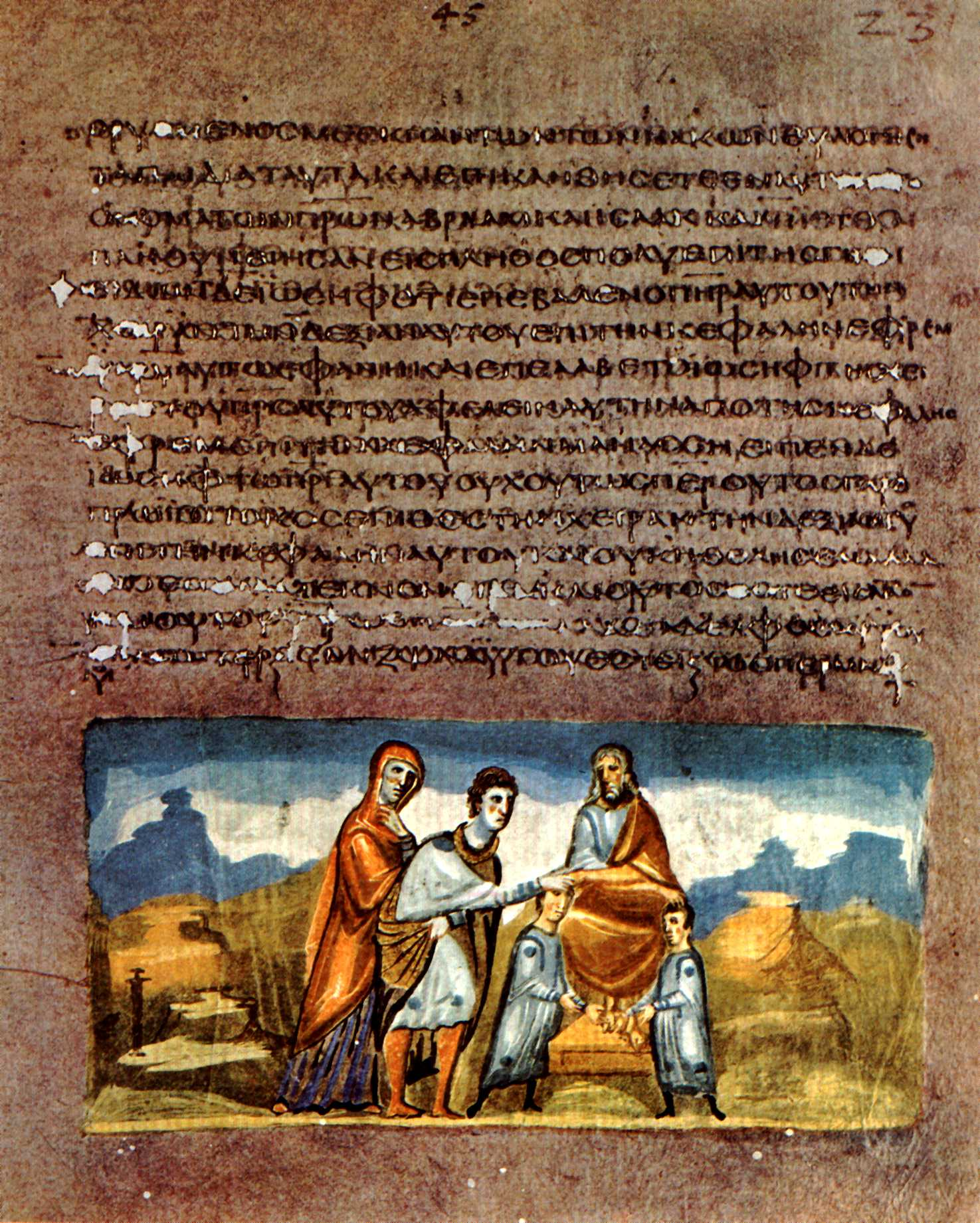
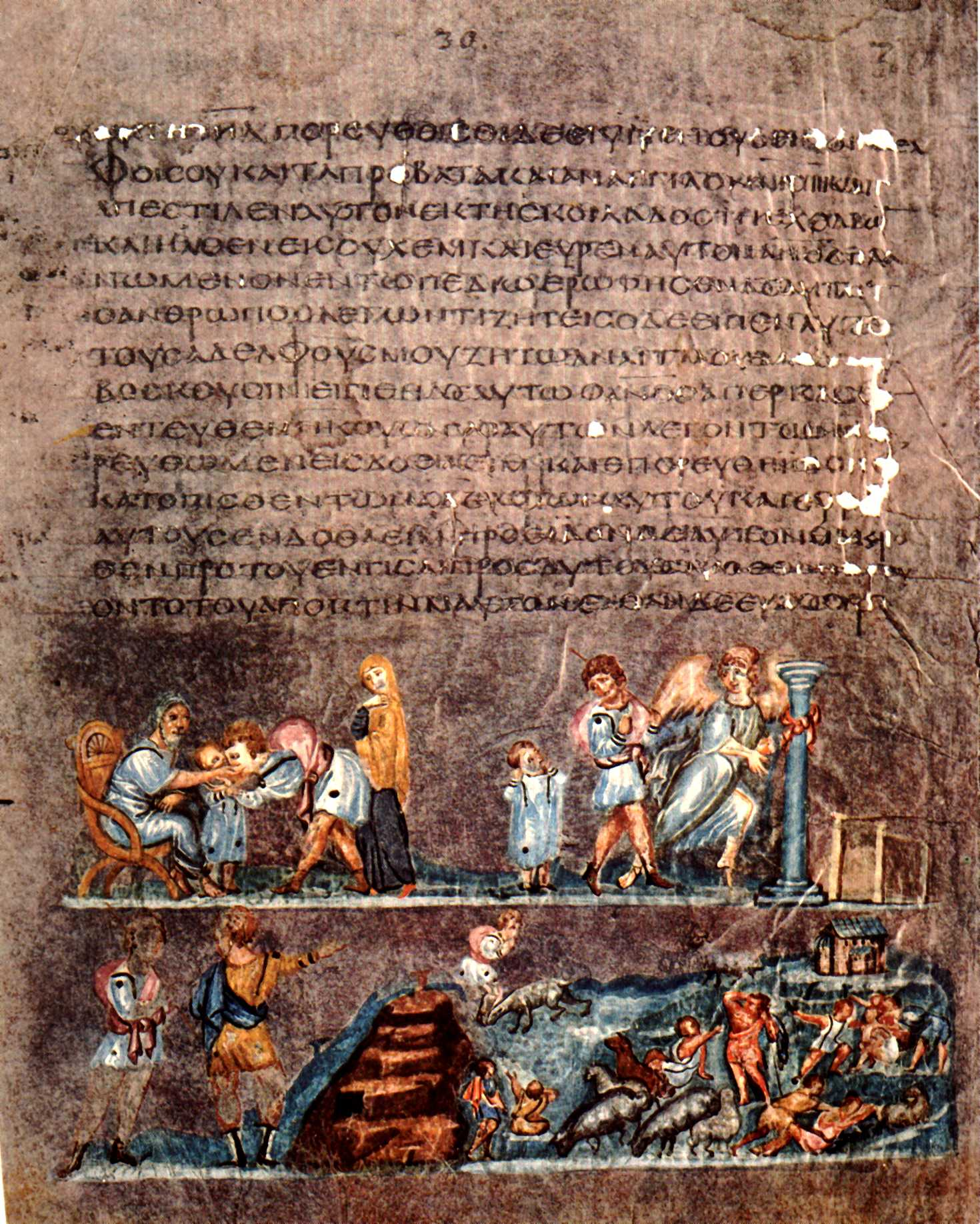

Pagine dal Codex Sinopensis
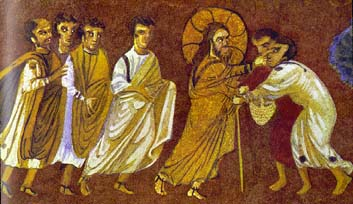
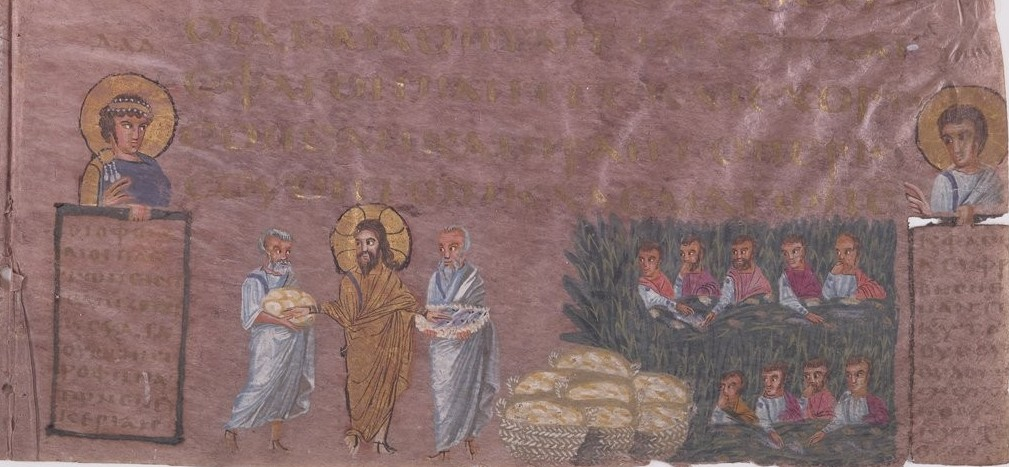

### Periodo iconoclasta (727-843)

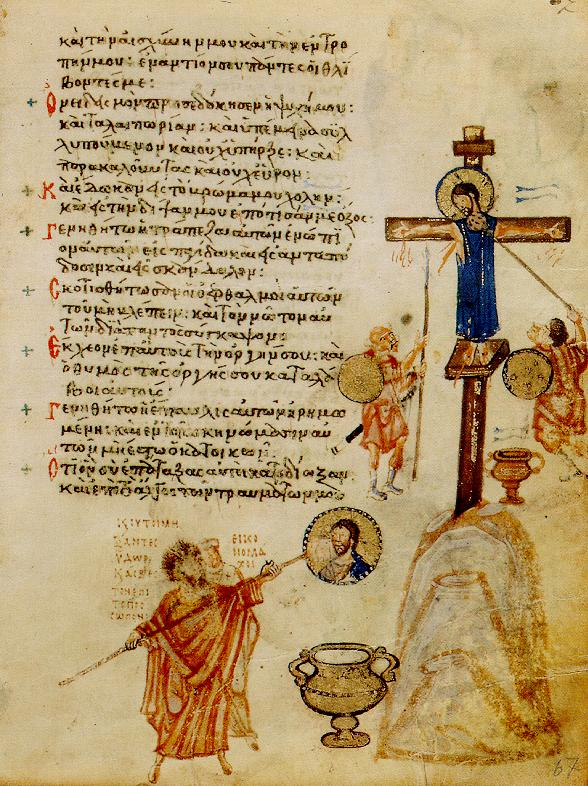
Salterio Chludov (IX secolo) "Raffigurazioni di Gesù distrutte dagli iconoclasti".

L'iconoclastia, entrata nella sua fase più intransigente durante il regno di Costantino V (r. 741–775), minò la produzione artistica delle immagini religiose e attirò su di esse un'ondata di distruzione, provocando una grave rottura nella continuità della tradizione artistica bizantina. Notevole fu l'impatto sulle maestranze produttrici di miniature. L'iconoclastia scatenò infatti un'aperta contesa tra il basileus ed i gruppi monastici, politicamente molto potenti nell'impero, assumendo ben presto i connotati di una mirata persecuzione: negli anni 760, il generale Michele Lacanodracone, favorito da Costantino V, attaccò sistematicamente la monachesi orientale, confiscando proprietà, eliminando dissidenti, ed innescando un importante esodo di cenobiti, tra i quali molti miniatori esperti, verso i domini bizantini nella Penisola italiana (Roma in particolare).
Mentre un certo numero di opere d'arte e in particolare di manoscritti andarono distrutte, alcuni manoscritti furono comunque prodotti tra il VII e la prima metà del IX secolo, in particolare nelle aree periferiche dell'impero, come in Palestina o in Italia . È probabilmente nella Penisola che fu prodotta la copia della Sacra Parallela, attribuita all'iconodulo Giovanni Damasceno, oggi conservata nella Biblioteca nazionale di Francia , contenente più di 1600 illustrazioni collocate ai margini del manoscritto. Lo stile è molto distante dai modelli della tarda antichità, si distingue per l'uso di pennellate nere spesse e per la tecnica del fondo oro. Fu invece a Costantinopoli, in uno scriptorium monastico apertamente schierato contro la politica iconoclasta dell'impero, che il Salterio Chludov fu dipinto a metà del IX secolo: contiene numerose decorazioni figurative ai margini, tra cui, appunto, la rappresentazione della distruzione di un'icona.
L'impatto storico-artistico dell'iconoclastia non fu però unicamente negativo. Secondo Arnold Hauser grazie a questa eresia si produsse «quell'effetto stimolante della produzione, che era ormai caduta in un meccanico e monotono formalismo» che svincolò l'arte bizantina dai temi religiosi permettendole di riscoprire l'ellenismo artistico e la rappresentazione di scene di vita quotidiana. Altro importante effetto dell'iconoclastia fu l'accennata diaspora degli artisti che, nel caso specifico della miniatura, permise l'accesso alle specializzate maestranze bizantine ai grandi mecenati dell'Europa occidentale: anzitutto il Papa e successivamente il Sacro Romano Imperatore Carlo Magno. Il re dei Franchi in particolare fece incetta di capaci miniatori per gli scriptoria dipendenti dalle scuole che andava creando nei suoi domini e presso la sua corte ad Aquisgrana, commissionando la realizzazione di sontuose opere in cui la mano degli artisti greci è ben evidente: es. l'opulento Evangeliario dell'Incoronazione, già parte della Tesoreria imperiale di Vienna e oggi al Kunsthistorisches Museum della capitale austriaca.

### Rinascenza macedone e comnena (843-1204)

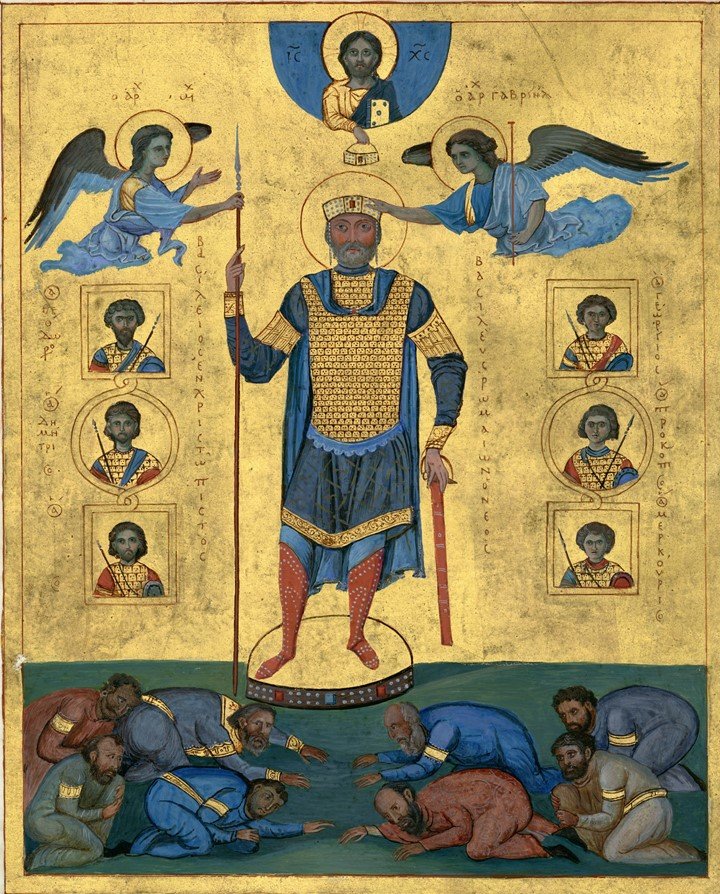
Salterio di Venezia (fine X secolo), "Basilio II incoronato dagli angeli e omaggiato dai sudditi"

La miniatura bizantina rifiorì a partire dalla fine del IX secolo e fino al XII secolo. Di questo periodo sono conservate diverse centinaia di manoscritti, il più delle volte sono codici pergamenacei, che hanno la precedenza sui rotoli, sebbene questi ultimi non siano completamente scomparsi come mostrato nel Rotulo di Giosué. Tuttavia, sono molto spesso mal conservati. Poiché le tecniche attuate per la colorazione prevedevano o la produzione di uno strato di pittura molto sottile, che non permetteva loro di aderirvi correttamente sulla pergamena, o l'applicazione di uno strato molto spesso che tende a sfaldarsi. Inoltre, spesso è difficile datarli e localizzarne la produzione a causa della frequente assenza del colophon.
La miniatura di questo periodo consiste il più delle volte in miniature a piena pagina o su parte della pagina come decorazioni marginali e meno frequentemente iniziali di semplici decorazioni ornamentali o vegetali o zoomorfe.
I salteri sono i testi miniati più frequenti. Sono di due tipi: (i) i salteri monastici, di modeste dimensioni, le cui decorazioni si trovano ai margini di quasi tutte le pagine, es. il Salterio Chludov e il Salterio Teodoro del 1066; (ii) i salteri aristocratici sono invece di grandi dimensioni e decorati con sontuose miniature a piena pagina ma in numero ridotto, il più delle volte raffiguranti figure regali bibliche, di cui il salterio di Parigi è l'esempio più famoso, forse realizzato per Costantino VII Porfirogenito. Tra gli altri manoscritti vi sono ottateuchi ed evangelistari, che sono decorati con ritratti di evangelisti, scene della vita di Cristo e Canoni eusebiani. Vengono copiati e illustrati anche molti testi dei padri della Chiesa come quelli di Giovanni Crisostomo e Gregorio Nazianzeno (come il manoscritto parigino Grec 510), oltre alla menologia. Vengono copiate e decorate anche opere profane ereditate dall'antichità, comprese opere mediche con ancora Dioscoride, trattati di caccia come quello di Oppiano di Anazarbo o trattati di guerra. Alcune cronache, come il noto "Scilitze di Madrid" sono miniate.
Tra le fonti di ispirazione era ancora presente la miniatura tardoantica, tuttavia molti manoscritti, anche religiosi, trassero la loro iconografia anche da scene di vita quotidiana, nel solco della riscoperta del realismo promossa dall'iconoclastia. Inoltre, l'Arte islamica fornì modelli per motivi ornamentali e decorazioni zoomorfe che arricchirono il bagaglio iconografico costantinopolitano.
Spicca, in questo periodo, un'evidente evoluzione di stili e soggetti. Mentre i primi manoscritti del X secolo, sotto l'influenza antica, prediligevano rappresentazioni naturalistiche o addirittura illusionistiche, dalla fine di questo secolo le opere presentavano figure più ieratiche, con dimensioni più allungate, con un aumento dell'uso di fondi dorati. Il menologio di Basilio II Bulgaroctono (r. 976-1025) e il suo salterio, c.d. Salterio veneziano, rappresentano gli inizi di questo stile, mentre le Omelie del Crisostomo ne rappresentano il culmine a metà dell'XI secolo. I motivi ornamentali aumentarono nelle variazioni, come si può vedere nel Vangelo di Parigi. Nel corso del XII secolo i miniatori associavano ornamenti e scene figurative ad abbondanti cornici miniaturizzate, iniziali e decorazioni ai margini. È il caso del Serraglio Octateuco e di un altro manoscritto di Gregorio Nazianzeno conservato a Parigi. L'apogeo di questo stile si trova nelle Omelie di Giacomo di Kokkinobaphos che rinnovarono notevolmente anche l'iconografia in uso all'epoca.

### Intermezzo latino (1204-1261)

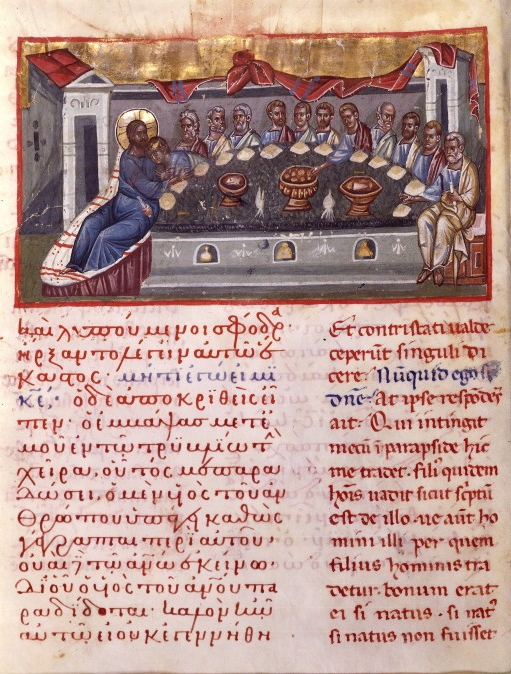
Tetravangelo greco-latino (XIII secolo), "Ultima Cena".

Durante il periodo dell'occupazione di Costantinopoli da parte dei Crociati, tra il 1204 e il 1261, in seguito della Quarta crociata (1202-1204) che portò al Sacco della capitale, l'arte bizantina conobbe un intervallo durante il quale non fu più una priorità poiché i nuovi governanti mostrarono scarso interesse per l'arte privandola del loro sostegno. Solo un piccolo gruppo di manoscritti bizantini è datato a questo periodo, la maggior parte dei quali mescola elementi latini e bizantini. Uno di essi, un libro evangelico bilingue latino-greco sfortunatamente mai completato, è tuttora conservato a Parigi: il Tetravangelo greco-latino, destinato probabilmente a un alto dignitario latino, religioso o laico.

### Era paleologa (1261-1453)

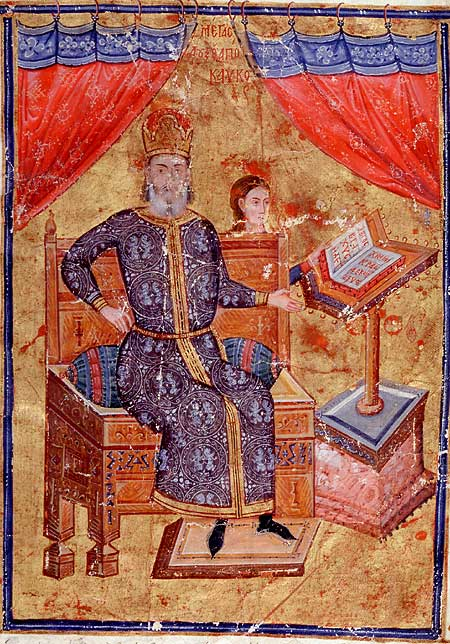
Ritratto di Alessio Apocauco da un manoscritto delle opere d'Ippocrate.

I Paleologi, dinastia restauratrice del potere bizantino a Costantinopoli, furono mecenati d'una produzione di miniature orientate più al conservatorismo che nell'innovazione. Sebbene lo stile pittorico paleologo si distingua per alcune peculiarità, ben evidenti nell'affresco e nel mosaico, i miniatori tardo-bizantini erano in grado di non tenerne conto, per imitare piuttosto stili di epoche precedenti, quando si rivelavano più adatti. I manoscritti di questo periodo riprendono dunque modelli di periodi precedenti, traendo ispirazione o addirittura imitando direttamente i manoscritti dell'Arte Macedone o Comnena senza apporre modifiche.
Fatte queste premesse, alcuni manoscritti hanno però approfittato della rinascita della pittura monumentale nel corso del Trecento, con rappresentazioni molto più espressive e virtuose, in particolare nei ritratti. Questi si trovano in un manoscritto di opere teologiche dell'imperatore Giovanni VI Cantacuzeno in cui sono dipinti oltre a una Trasfigurazione di Gesù, i ritratti del proprietario, sia in veste d'imperatore sia di monaco. Lo stesso vale per un manoscritto delle opere d'Ippocrate raffigurante il Megas dux Alessio Apocauco e di un altro della Biblioteca Bodleiana che presenta dodici ritratti simili a icone a piena pagina dei membri della famiglia del fondatore, insieme a un ritratto di gruppo delle monache del convento (cc. 1v-12r) nei loro abiti "paleologi". Alcune opere mostrano poi un'evidente influenza della miniatura occidentale coeva, come un Libro di Giobbe scritto da uno scriba di Mistra di nome Manuel Tzykandyles intorno al 1362.
Le opere erano realizzate con sempre maggior frequenza su carta e non più su pergamena. 
La produzione declinò progressivamente nel corso del XIV-XV secolo, in modo significativo a partire dal 1350, man mano che il potere dei Paloleogi veniva sempre più assottigliato dagli Ottomani.

## Caratteristiche

### Paleografia
Sotto l'aspetto paleografico i manoscritti della prima età bizantina erano scritti in maiuscola onciale. Nella maggior parte dei manoscritti della media età bizantina, certamente a partire dal X secolo, venne utilizzata come scrittura la minuscola semionciale, ad eccezione dei vangeli-lezionari che potevano essere scritti in una maiuscola arcaizzante per conferire loro un aspetto anticheggiante.

### Tipologie di manoscritti prodotti

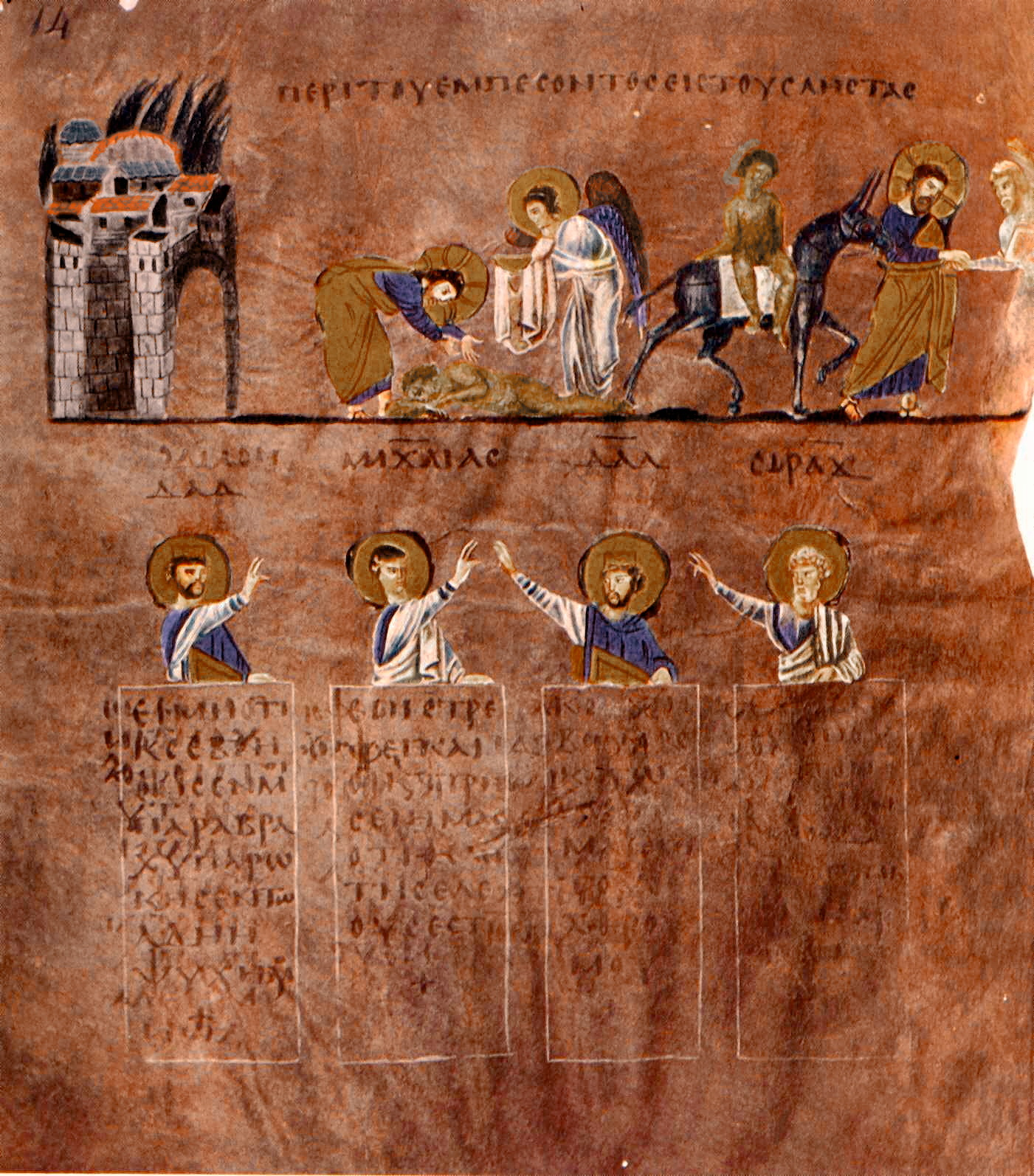
Codex Rossanensis (VI secolo), il più antico manoscritto miniato del Nuovo Testamento oggi esistente.

La Bibbia greca fu prodotta in piccoli segmenti durante il periodo bizantino per lo studio privato e l'uso durante le funzioni religiose: es. ci sono 15 manoscritti miniati conosciuti del Libro di Giobbe, con circa 1.500 illustrazioni tra di loro. Come in Occidente, l'Evangeliario e il Salterio erano i testi estratti più comuni, con due famose versioni tardoantiche della Genesi: la Genesi di Vienna e il Codex Cottonianus. Si ipotizza che i manoscritti estratti dall'Antico Testamento come il Rotulo di Giosué abbiano attinto a una tradizione ebraica nell'Ellenismo, di cui però non sopravvivono altri esempi.
L'Antico (Septuaginta) e il Nuovo Testamento furono separati nell'Ottateuco, noto anche come gli otto libri dalla Genesi a Rut, il Salterio e i Quattro Vangeli. I manoscritti creati appositamente per la messa includevano il sacramentario, il graduale e il messale. Le pagine erano riccamente decorate con vernice dorata e sfondi rosso porpora.

#### Profeta o libri evangelici
Come anticipato, uno dei primi manoscritti miniati del Nuovo Testamento conosciuti è il Codex Rossanensis del VI secolo. I Libri dei profeti miniati sono un altro esempio di manoscritti miniati che raffigurano profeti maggiori e minori attraverso la ritrattistica insieme a miniature narrative. Lo stile delle illustrazioni segue grosso modo il modello delle icone ma per evitare confusione era necessario un titolo che riportasse il nome del profeta. Nessuno dei libri profetici contiene una data ma in base allo stile delle miniature e della scrittura vanno approssimativamente dalla metà del X alla metà del XIII secolo.

### La cronaca di Giovanni Skylitzes di Madrid
La Sinossi della storia (lat. Synopsis historiarum; grc. Σύνοψις ἱστοριῶν) di Giovanni Scilitze († 1110) ha documentato la storia bizantina dal IX all'XI secolo. Il manoscritto più celebre dell'opera, oggi conservato a Madrid, è una copia della seconda metà del XII secolo, quasi coeva all'originale, che presenta un vastissimo ciclo comprendente 564 miniature prive di cornice, all'interno di spazi lasciati nel testo, secondo una disposizione che ricorda quella degli evangeliari con illustrazione "a fregio". Le illustrazioni sono poste su ogni pagina e molte delle composizioni si ripetono. Per produrre molte immagini, i miniatori ricorsero ad un modello da copiare invece di creare ogni volta nuove composizioni narrative. Le immagini ripetute mostrano il possibile uso di modelli con l'artista che cambia i colori della pittura per rappresentare un altro gruppo di persone o una scena in corso. L'integrazione di testo e immagine è stata importante all'interno di questo manoscritto per illustrare efficacemente la storia bizantina mettendo in evidenza gli eventi chiave.

### Ritratti d'autore
La tradizione classica del ritratto d'autore all'inizio di molti manoscritti letterari fu continuata nel periodo bizantino, ciò valse sia per i testi sacri, ove l'esempio lampante è il ritratto dell'evangelista all'inizio del relativo vangelo, sia per i testi profani, quali ad es. le opere di Dioscoride Pedanio dotate di un suo ritratto.

## Mecenatismo
Durante l'impero bizantino, l'arte religiosa veniva prodotta con l'aiuto di mecenati che fornivano i fondi necessari per produrre queste opere. Alcuni dei manoscritti miniati bizantini furono creati su richiesta dei mecenati e furono usati sia per la visione privata che per i servizi religiosi. La richiesta del lezionario miniato, l'Evangeliario, era un modo per i patroni di mostrare la loro devozione al cristianesimo e alle istituzioni religiose. Diosiou cod. 587 è un esempio di vangelo miniato fatto leggere dal patriarca di Costantinopoli durante la messa. Le illustrazioni sono state create per valorizzare i brani del Vangelo e portare la parola di Dio allo spettatore. I quattro Vangeli, Giovanni, Matteo, Luca e Marco, accompagnano il lettore attraverso l'anno da Pasqua a Pasqua. Questo manoscritto si avvaleva anche di modelli raffiguranti figure simili con lievi alterazioni o variazioni di colore. I modelli non erano sempre accurati poiché gli artisti dovevano creare queste immagini dalla memoria di testi passati consentendo alcune alterazioni dell'iconografia.

## Aree di influenza dell'arte bizantina
La tradizione bizantina è incarnata fino ad oggi principalmente dalle Chiese ortodosse e "orientali antiche" direttamente basate sul Rito bizantino. Al tempo dell'impero costantinopolitano, quasi tutte le culture e le società legate al modello bizantino (in particolare la copta, l'etiopica, la siriaca, l'armena, la georgiana, la russa, la bulgara, la serba, la siciliana, nonché, come visto poc'anzi, quella "crociata" cioè dei regni latini d'Oriente) produssero manoscritti nella loro propria lingua che testimoniano un chiaro legame con l'arte bizantina. In quale misura tale produzione artistica debba essere considerata "miniatura bizantina" è però oggetto di discussione.

### Asia occidentale

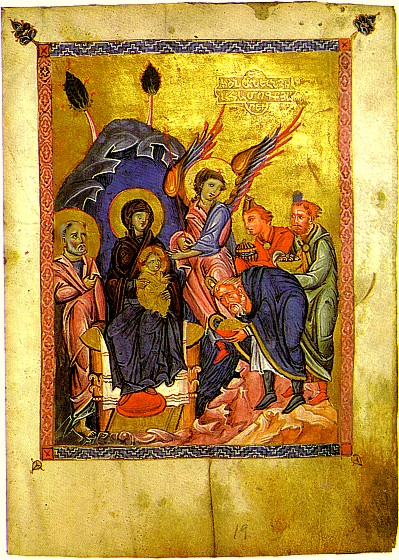
Vangelo di Malat'ya (Armenia, 1267–68).

Il Medioriente, come anticipato, fu anzitutto veicolo di passaggio verso Bisanzio d'esempi di produzione miniata tardoantica: fond. il siriano Codex Rossanensis (VI secolo) e i mesopotamiciVangeli Rabbula. In quest'area, la cartagloria occupò un ruolo decisivo per la produzione di miniature e solo nell'XI secolo comparvero illustrazioni figurative, essenzialmente influenzate da Bisanzio, dall'arte libraria islamica e dall'arte degli Stati crociati. Lo sviluppo di uno stile "siriaco" unificato fu impedito dalla frammentazione delle minoranze cristiane locali: Giacobiti, Maroniti, Melchiti e Nestoriani.
In Armenia, il primo manoscritto miniato "di lusso" fu una variante orientale dell'arte bizantina, influenzata dalla pittura siriana, copta e occasionalmente occidentale. A parte un frammento di un libro evangelico che potrebbe risalire al VII secolo, la tradizione inizia nel X secolo su scala più ampia. Nell'XI secolo si svilupparono scuole di miniatura a Turuberan e Sivas e forse una scuola di corte a Kars. Sono sopravvissuti pochi manoscritti miniati del XII secolo, il cui stile molto lineare mostra un'influenza calante di Bisanzio. I manoscritti del XIII secolo mostrano differenze molto forti e un'ampia varietà d'influenze. Eccezionale miniatore armeno fu Toros Roslin (c. 1216-1288), dal quale sono sopravvissuti sette manoscritti firmati degli anni 1256–1268, cinque dei quali furono creati nell'Esarcato patriarcale di Gerusalemme e Amman. Sempre a Roslin sono attribuiti altri sei manoscritti per la loro alta qualità. Nel XIII e XIV secolo, a questo picco seguì una scissione nelle forme stilistiche più diverse.
In Georgia, territorio nominalmente sotto la sovranità bizantina, l'influenza costantinopolitana era particolarmente forte. I primi manoscritti miniati risalgono al IX-X secolo. Con il declino di Bisanzio, anche la miniatura georgiana scese a un livello modesto e provinciale.

### Balcani e Russia

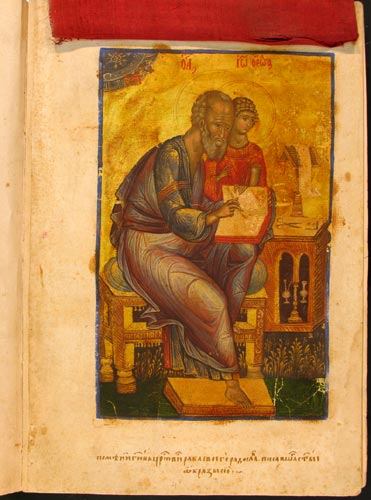
Vangelo di Radoslav (Dalsa, 1429).

In Serbia, la produzione di miniature comincia verso la fine del XII secolo e mescola le influenze culturali di Bisanzio e dell'Occidente latino. Nel XIV secolo l'arte della Serbia si rivolse a tutta Bisanzio e contemporaneamente raggiunse il suo apice.
In Bulgaria, la miniatura conobbe il suo periodo di massimo splendore sotto lo zar Ivan Alessandro di Bulgaria (r. 1331-1371) con la Scuola di Tarnovo, caratterizzata da in uno stile bizantino molto forte, verso una precedente produzione di gusto puramente ornamentale. Nel XV secolo, dopo la conquista della Bulgaria da parte degli Ottomani, la pittura figurativa scomparve di nuovo dalla miniatura bulgara che tornò a soggetti ornamentali, comunque elaborati, e motivi zoomorfi tradizionali come ai tempi del Primo impero bulgaro (XVI secolo).
Nei Principati danubiani (attuale Romania) le miniature, interamente attribuibili alla produzione tardo-bizantina, comparvero intorno al 1400, cioè quando s'intensificò la diaspora bizantina (anche e soprattutto di monaci) verso questi territori di creazione ungherese che andavano sempre più costituendosi a baluardo della cristianità nel caos in cui l'avanzata turca gettava la penisola balcanica. I capolavori dell'arte libraria rumena vennero prodotti nel volgere di un secolo, alla corte del voivoda di Moldavia Ștefan III cel Mare (r. 1457–1504).
In Russia, la miniatura bizantina fu il propulsore della miniatura russa propriamente detta. I primi centri di produzione furono Novgorod e Kiev, le capitali del Rus' di Kiev i cui rapporti con Costantinopoli furono sempre strettissi. A causa delle distruzioni provocate dell'invasione mongola della Russia e delle annessioni da parte del Granducato di Lituania nel XIII e XIV secolo, qualsiasi traccia di possibili influenze occidentali nella produzione libraria è ad oggi assente. Il consolidarsi del potere e dell'egemonia del Granducato di Mosca sotto Ivan III (r. 1462-1505) dotò il paese di una stabile guida politico-religiosa dalla quale la produzione di miniature locali seppe trarre beneficio. Circa 1200 centri di produzione di miniature apparvero a Rostov, Yaroslavl, Suzdal e altrove.

### Copti

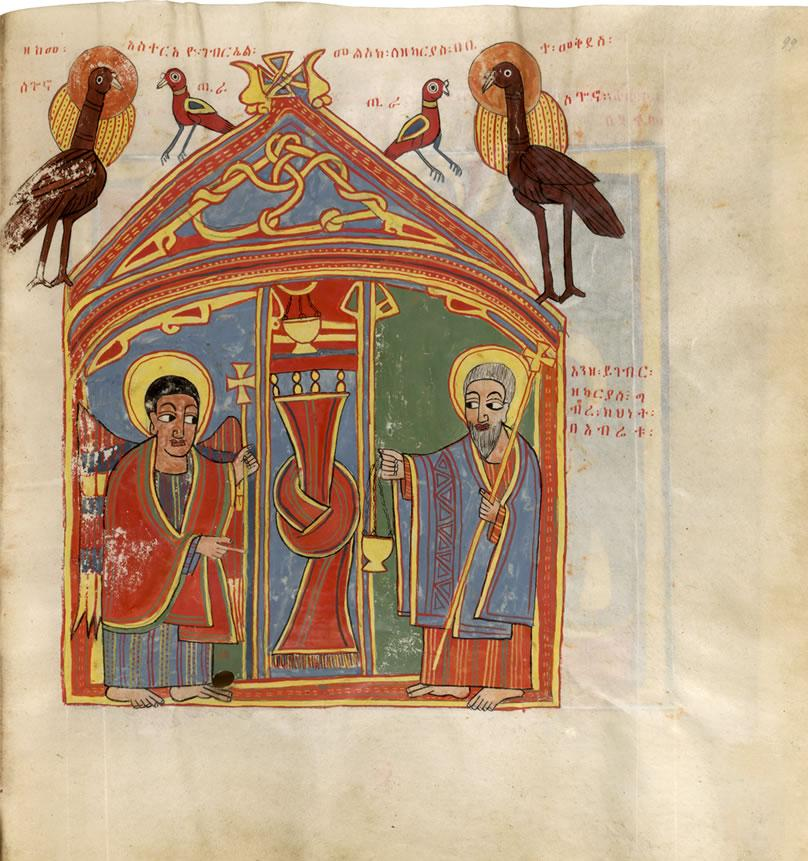
Bibbia copta (c. 1700), Annunciazione a Zaccaria.

L'arte della Chiesa copta sviluppò nel solco dell'antica Chiesa egiziana in Nubia ed Etiopia. Influenzata dalla pittura bizantina, la sua posizione periferica o insulare, soprattutto dopo la conquista islamica dell'Egitto, la lasciò sostanzialmente isolata e isolata. Un libro evangelico illustrato a Damietta nel 1180 mostra che l'arte araba influenzò anche la miniatura dei Copti.
In continuità stilistica con frammenti isolati di papiro del V secolo, la prima miniatura cristiana in forma di raffigurazione di Giobbe oggi disponibile risale al VII secolo. I manoscritti sahidici (Copti dell'Alto Egitto) dall'VIII al X secolo condividono tutti una rigorosa frontalità, pura piattezza, uno stile lineare di pieghe e volti con grandi occhi fissi. Un motivo iconografico frequente di questi manoscritti è la Madonna del Latte, invece del tutto assente dai successivi manoscritti bohairici (Copti del Basso Egitto). La miniatura copta rifiorì quando fu influenzata dall'arte bizantina dalla fine del XII alla fine del XIII secolo.

## Elenco di manoscritti notevoli

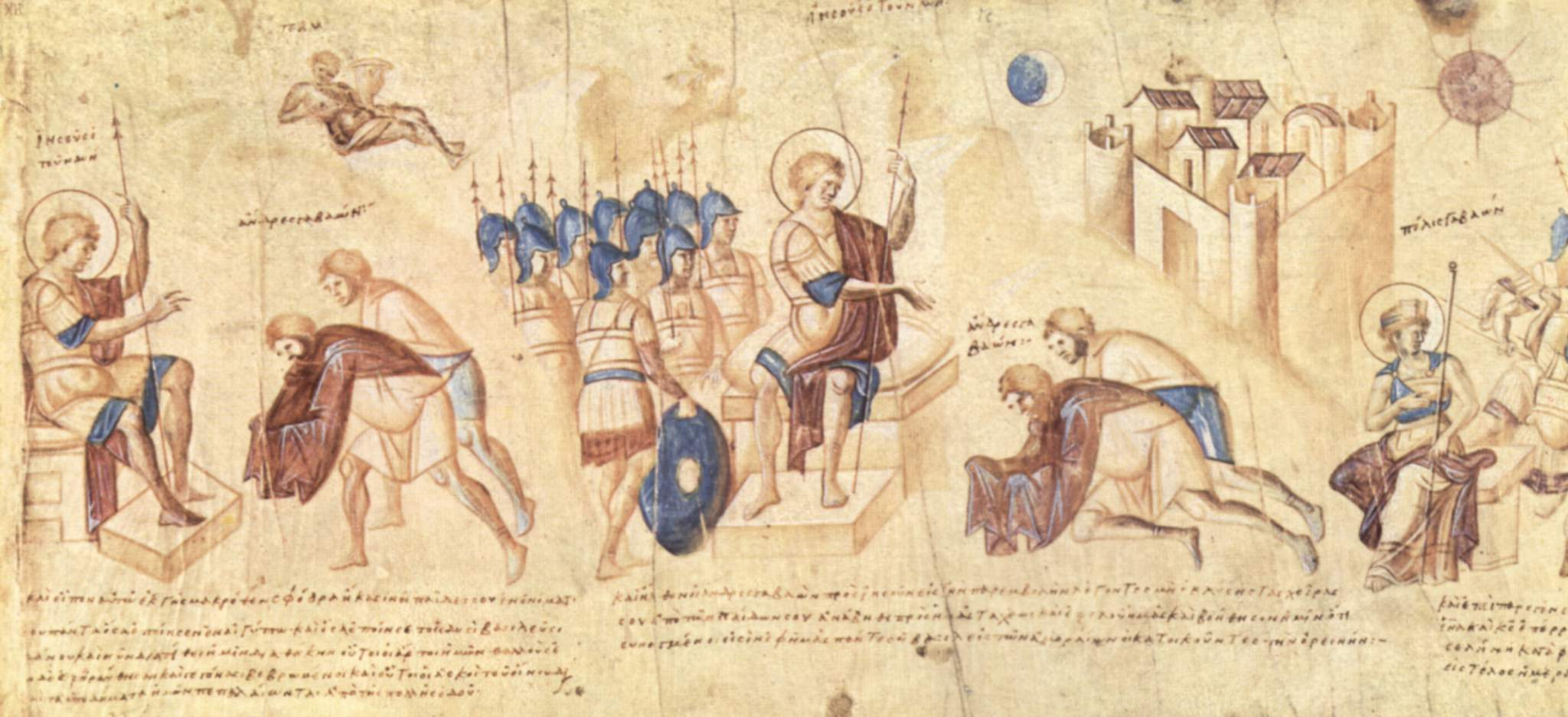
Porzione del Rotulo di Giosué, un rotolo del X secolo; scene prima della battaglia di Gabaon : a destra si vedono la luna e il sole.

- Codex Cottonianus, IV o V secolo, ampiamente illustrato. Le immagini copiate prima dell'originale furono per lo più distrutte nell'incendio della biblioteca di Cotton nel 1731, lasciando solo diciotto frammenti carbonizzati.
- Ilias Picta, 52 piccole immagini ritagliate nel Medioevo da un manoscritto del V secolo
- Frammento dell'Antico Testamento (Napoli, Biblioteca Vittorio Emanuele III, IB 18), frammento copto del V secolo
- Vangeli Rabbula, Evangeliario siriaco del VI secolo
- Cronaca universale alessandrina, probabilmente storia mondiale frammentaria del VI secolo
- Tabelle del Canone di Londra, frammento del VI-VII secolo di un grande libro del Vangelo.[4][40]
- Bibbia siriaca di Parigi, VI-VII secolo, molto mancante
- Dioscoride di Vienna, testo medico dell'inizio del VI secolo
- Napoli Dioscuride, VII sec
- Parigi Gregorio, c. 880, dono per l'imperatore
- Sacra Parallela, un manoscritto del IX secolo a Parigi ha 1.658 illustrazioni
- Salterio Chludov, IX secolo, molte piccole illustrazioni, alcune relative alla controversia all'Iconoclastia bizantina
- Salterio di Parigi, salterio di lusso del X secolo con 14 miniature a pagina intera
- Rotulo di Giosué, rotolo del X secolo con grandi illustrazioni della storia di Giosuè
- Menologia di Basilio II, c. 1000, 430 immagini per lo più di mezza pagina
- Scilitze di Madrid, cronaca del XII secolo con 574 piccole miniature, prodotta in Sicilia, probabilmente copiando una versione più antica

## Galleria d'immagini

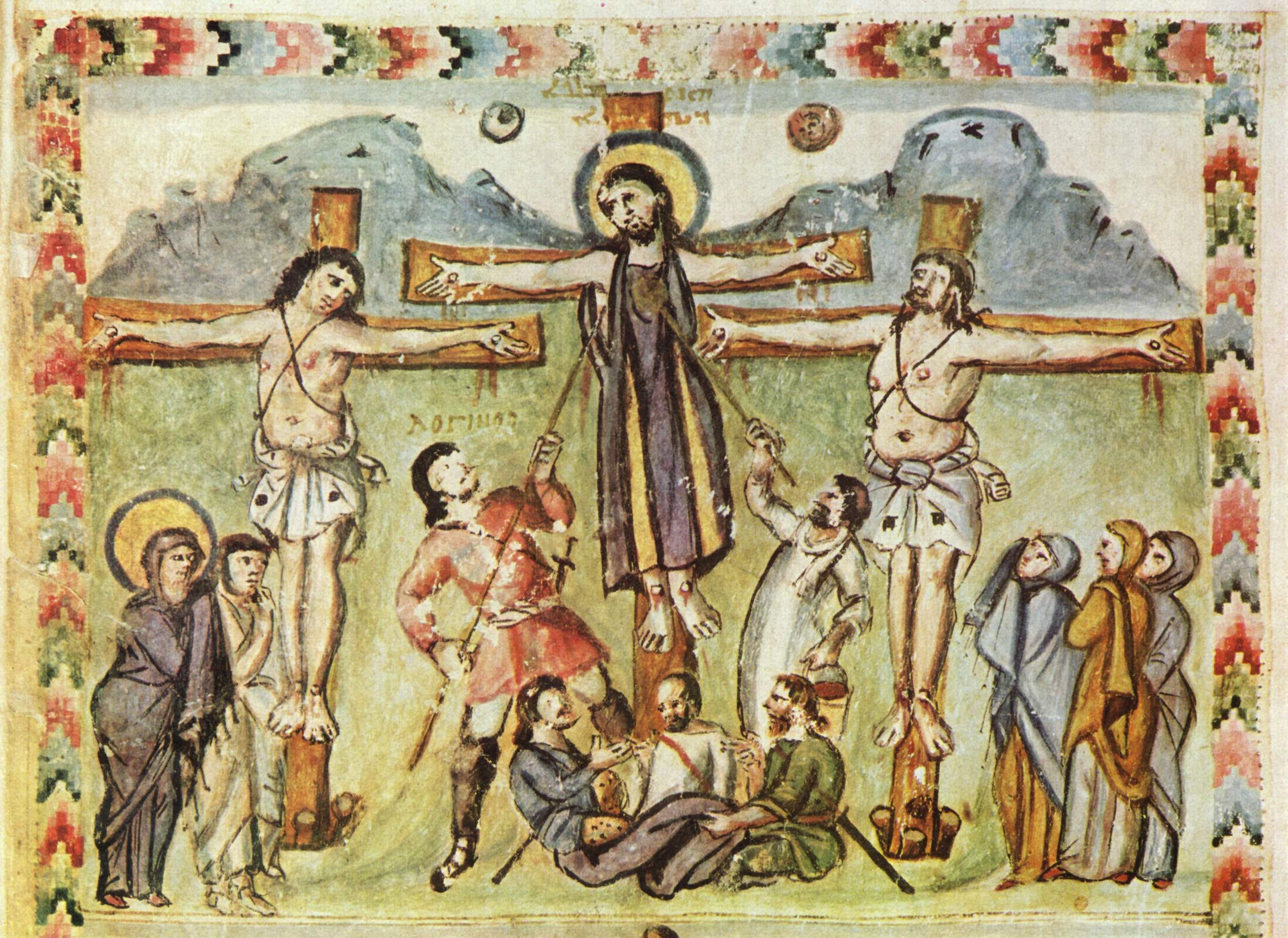
Vangeli Rabbula (VI secolo), La prima crocifissione in un manoscritto miniato.
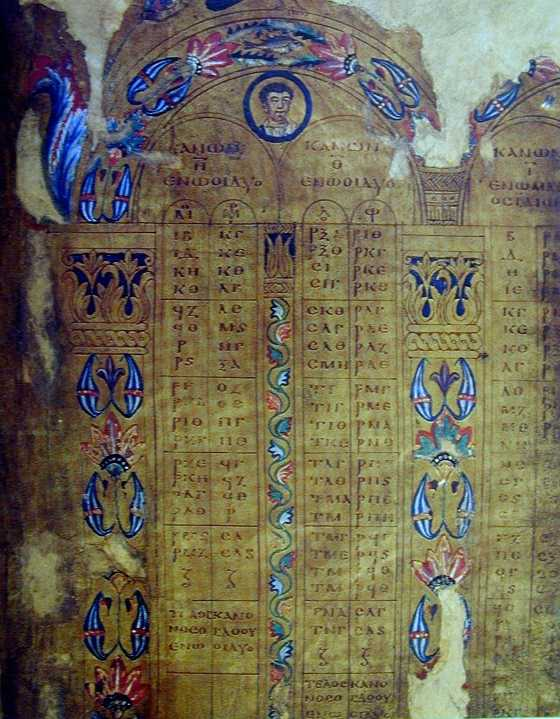
Tavole canoniche londinesi (VI-VII secolo) rilegate con un Evangeliario bizantino del XII secolo .
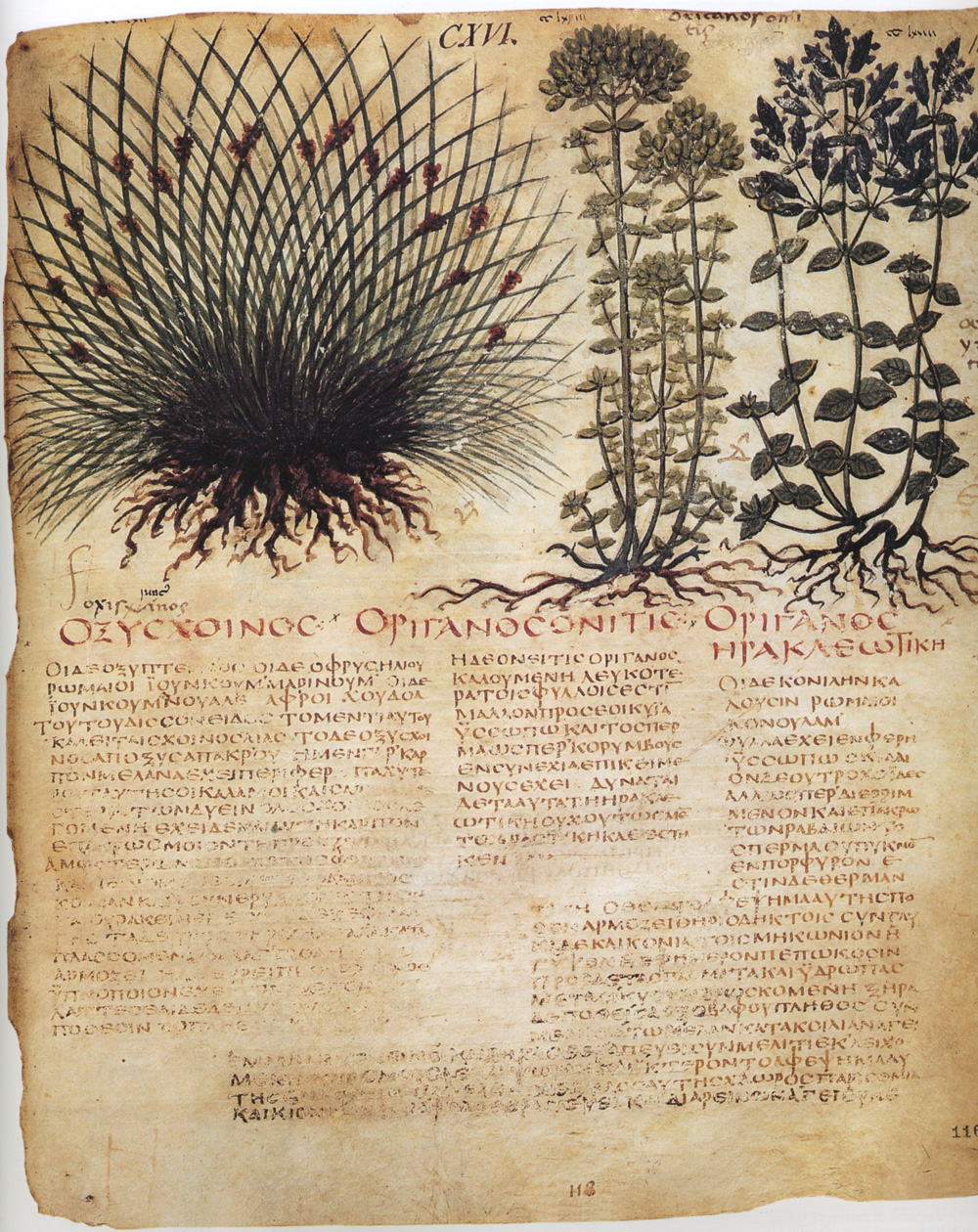
Dioscuride di Napoli (VII secolo) che illustra le piante e il loro uso medicinale.
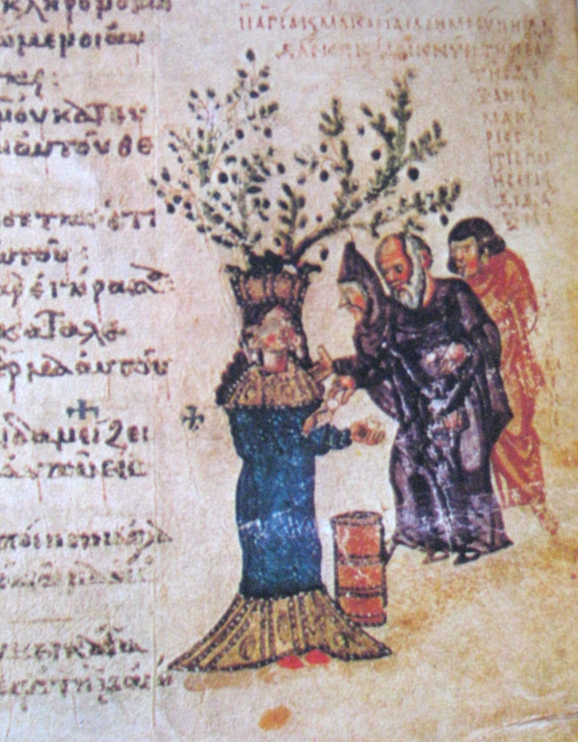
Salterio Chludov (IX secolo), un volume contenente il Libro dei Salmi.
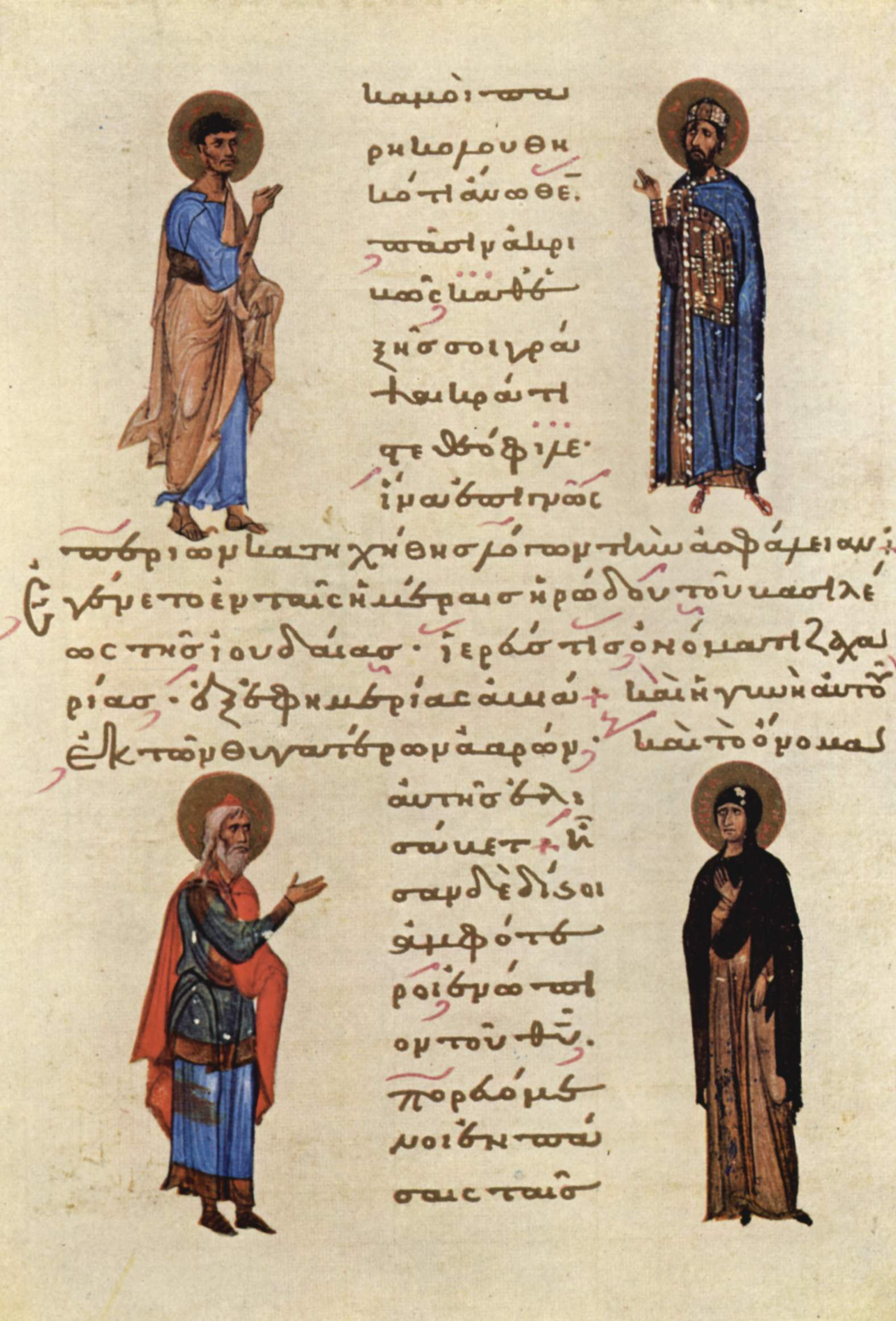
XI secolo gli scritti dall'inizio del Vangelo di Luca con miniature.
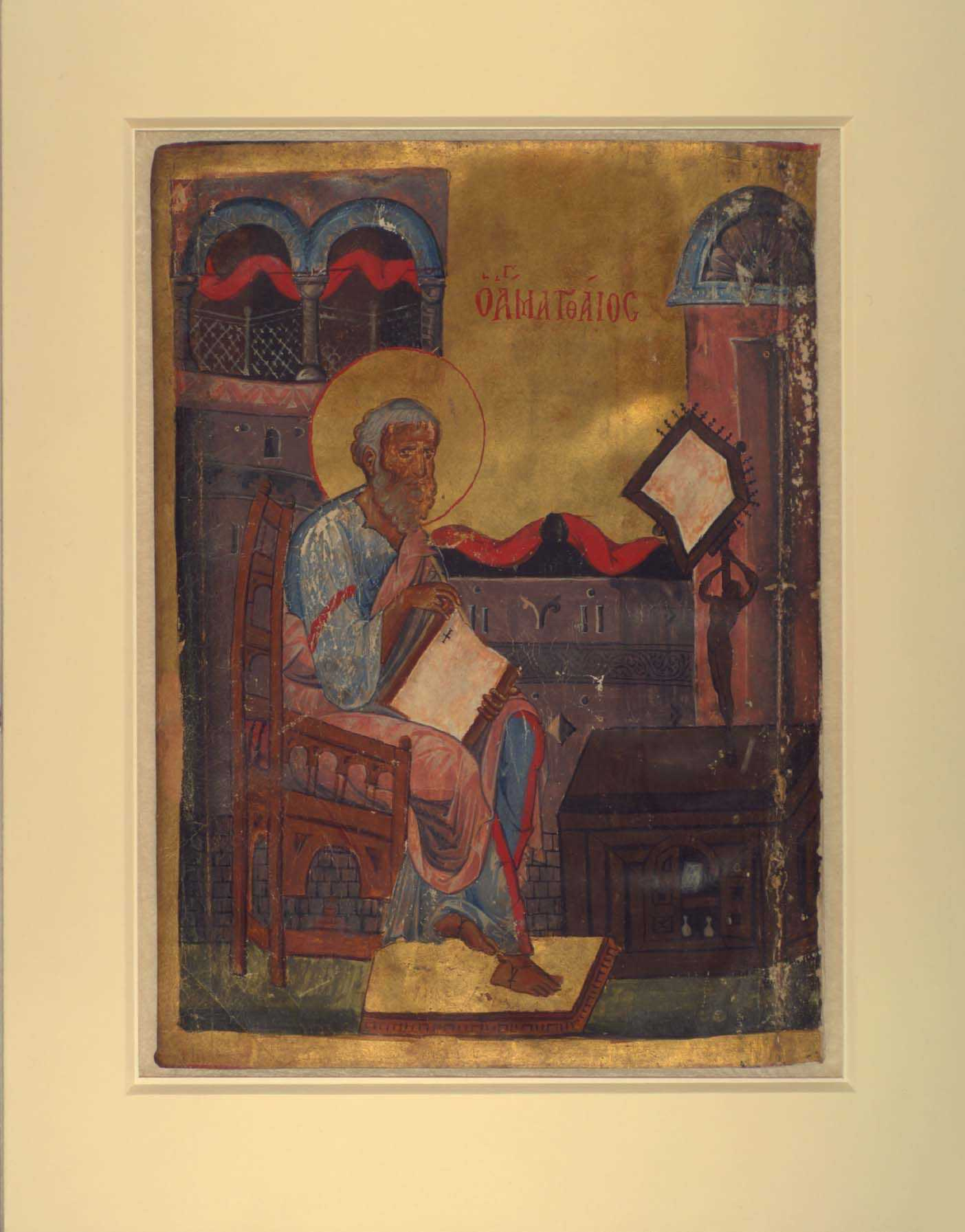
Ritratto di Marco evangelista del XII secolo.
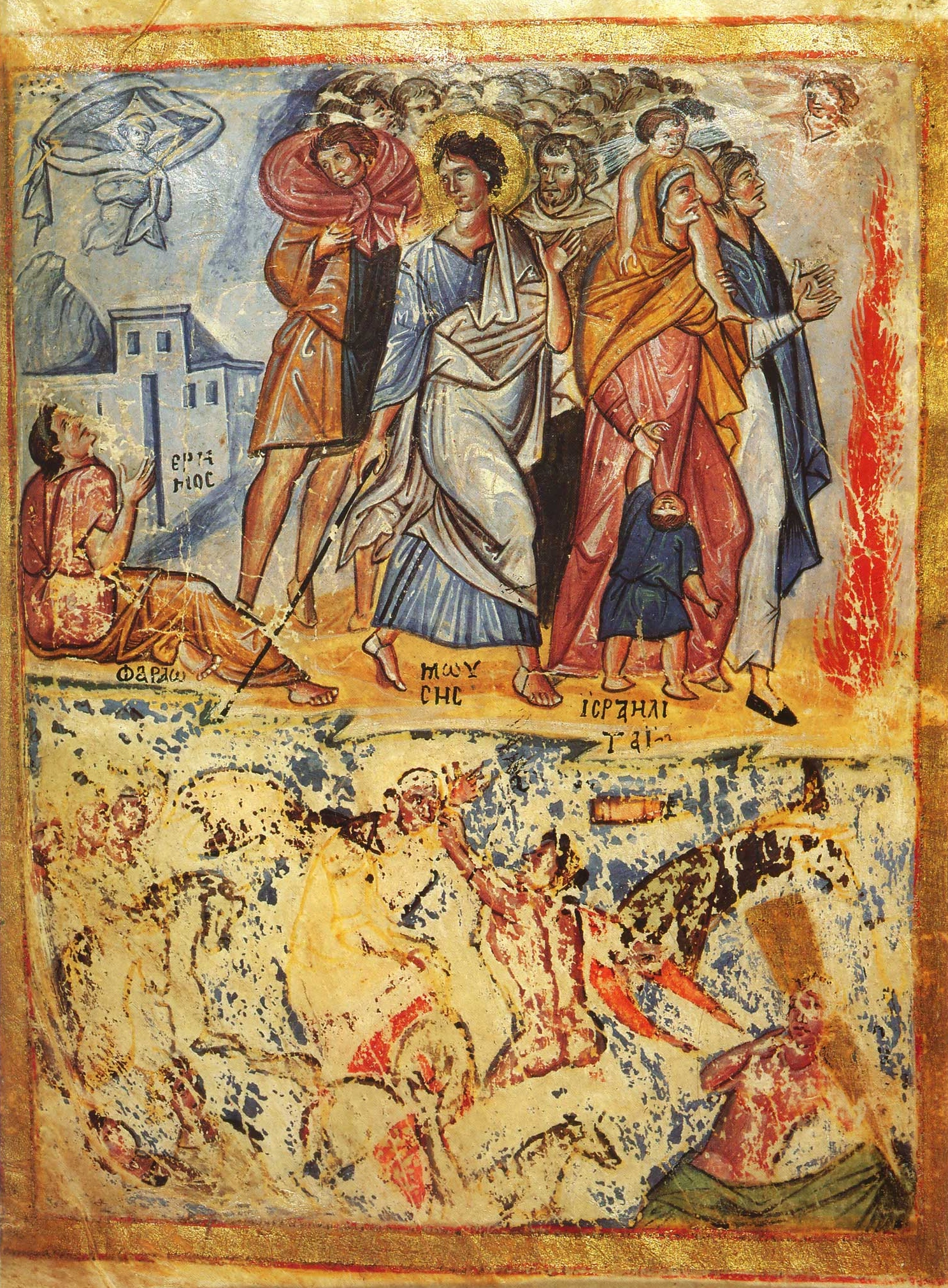
Miniatura del XIII secolo raffigurante la traversata del Mar Rosso.
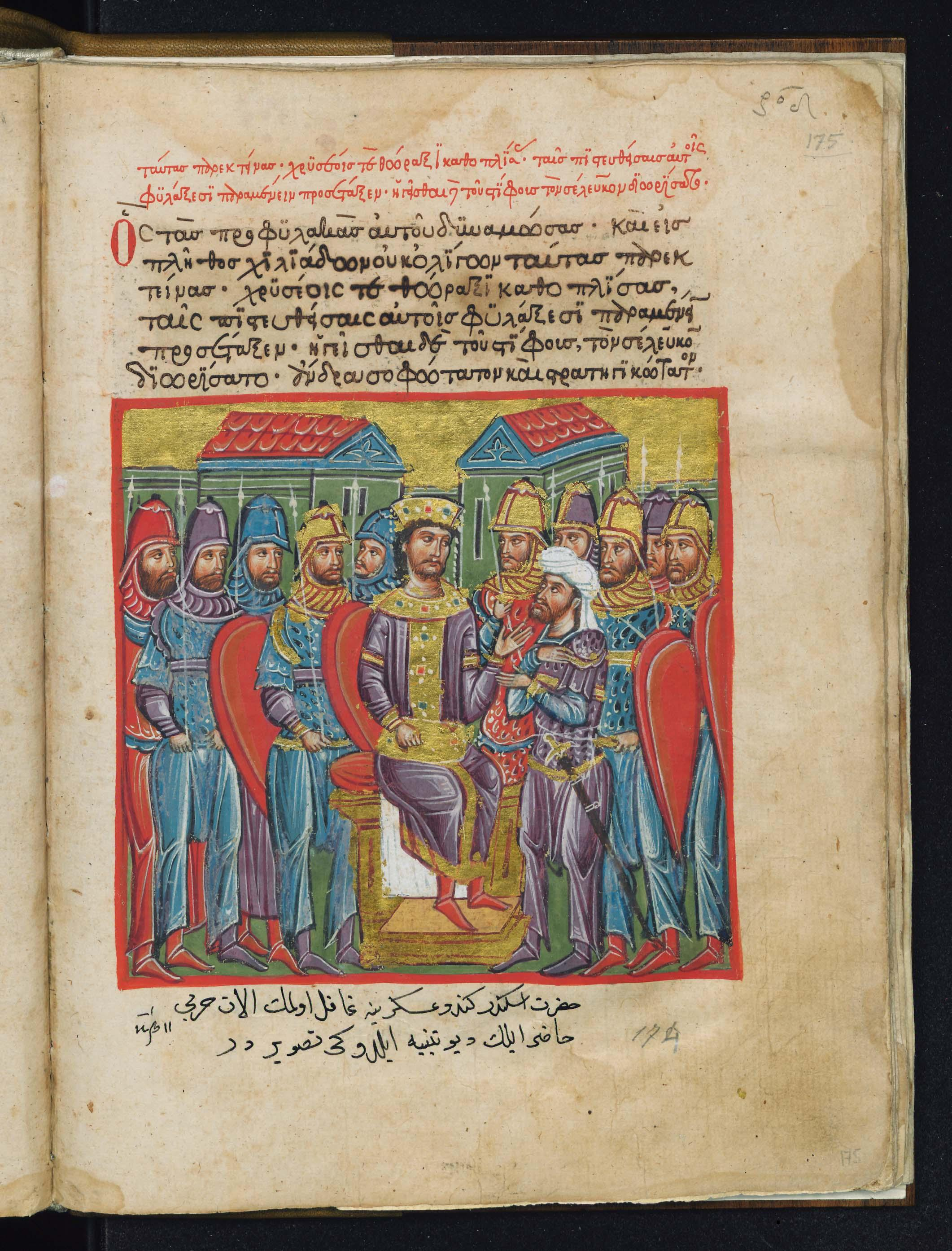
Manoscritto greco del XIV secolo raffigurante la vita di Alessandro Magno.
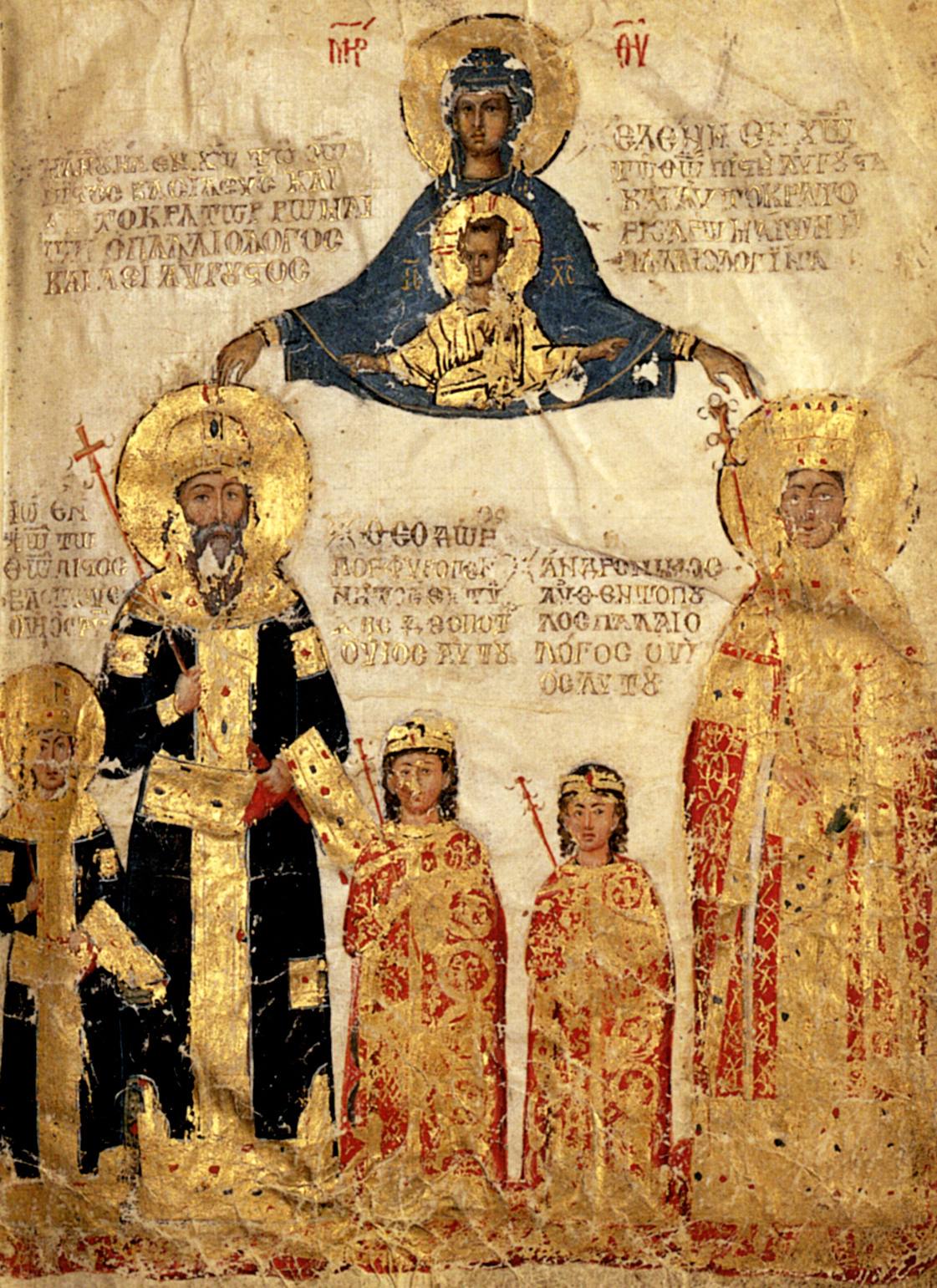
Manoscritto Ivoires 100 dal Louvre (XV secolo), raffigurante l'imperatore bizantino Manuele II Paleologo, l'imperatrice Elena e tre dei loro figli.

### Bibliografiche
1. 1 2  Cormack 2000.
2. 1 2  Oxford Dictionary of Byzantium.
3. 1 2 3 4 5 6 7  Lowden 1997.
4. 1 2 3 4 5 6  BL.
5. ↑  ÖNB, Vind. theol. gr. 31
6. ↑  BNF, Suppl. gr. 1286
7. ↑  Rossano, Museo diocesano e del Codex
8. ↑   Kessler HL, CODICI PURPUREI, in Enciclopedia dell'arte medievale, Roma, Istituto dell'Enciclopedia Italiana, 1994.
9. ↑  Biblioteca Laurenziana, Plut. I, 56.
10. ↑  Durand 1999, pp. 37-40.
11. ↑   Ostrogorsky G, Storia dell'Impero bizantino, Torino, Einaudi, 1968,  p. 159, ISBN 88-06-17362-6.
12. ↑  BNF, Parisinus Graecus 923
13. ↑  Durand 1999, pp. 75-76.
14. 1 2   Bergamo N, Costantino V Imperatore di Bisanzio, Rimini, Il Cerchio, 2007,  p. 48, ISBN 88-8474-145-9.
15. ↑  Kunsthistorisches Museum, Weltlichen Schatzkammer, Inv. XIII 18.
16. ↑  Ciardi Dupré 1997.
17. ↑  BAV, Palat. Grec 431
18. ↑  Durand 1999, pp. 108-109.
19. ↑  Durand 1999, pp. 109-110.
20. ↑  BL, Add. 19352
21. ↑  Biblioteca nazionale di Spagna, Graecus Vitr. 26-2
22. ↑  Durand 1999, pp. 110-113.
23. ↑  Durand 1999, pp. 113-117.
24. ↑  BAV
25. ↑  Biblioteca nazionale Marciana, Gr.Z17
26. ↑  BNF, Coislin 79
27. ↑  BNF Gr. 64
28. ↑  Palazzo di Topkapı
29. ↑  BNF, Gr. 550
30. ↑  BNF, Gr. 1208
31. ↑  Durand 1999, pp. 123-127.
32. ↑  BNF, Gr. 54
33. ↑  Durand 1999, p. 167.
34. 1 2  Durand 1999, pp. 192-193.
35. ↑  BNF, Gr. 1242
36. ↑  BNF, Gr. 2144
37. ↑  Typicon, Cod. Gr. 35
38. ↑  Durand 1999, p. 193.
39. ↑  BNF, Gr. 132
40. 1 2 3  Maxwell 2014.
41. 1 2  Lowden 1988.
42. ↑  Morgan 2012.
43. ↑  Lowden 1992.
44. ↑  Dolezal 1996.
45. ↑  Betancourt 2016.
46. ↑  Yerevan, Matendaran, Ms. 10675.
47. ↑  LexMA, col. 881.
48. ↑  LexMA, Sp. 882.
49. ↑  Biblioteca nazionale russa.
50. ↑  Biblioteca britannica Aggiungi. MS 59874
51. ↑  BNF, Ms. Copte 13.
52. ↑  Napoli, Naz. Biblico, Ms. I.B. 18.